# Dominic Cummings
Dominic Mckenzie Cummings (Durham, 25 november 1971) is een Brits politiek strateeg die bekend staat als een fervent voorstander van de brexit. In 2015 en 2016 leidde hij de campagne van Vote Leave, die streed voor een Brits vertrek uit de EU en die een actieve rol speelde in het referendum over de kwestie in 2016. Van juli 2019 tot november 2020 was hij speciaal adviseur van premier Boris Johnson.

## Biografie
Cummings werd op 25 november 1971 in Durham geboren als zoon van een manager van een booreiland en een leerkracht in het speciaal onderwijs. Hij volgde onderwijs in zijn geboorteplaats en haalde in 1994 een graad in de geschiedenis aan de Universiteit van Oxford. Na het afstuderen verhuisde hij naar het Rusland van na de Sovjet-Unie waar hij aan een aantal projecten werkte.
Van 1999 tot 2002 was Cummings campagnedirecteur van een organisatie die ervoor streed om Groot-Brittannië buiten de euro te houden. Aansluitend was hij strategiemanager van Iain Duncan Smith, destijds leider van de Conservative Party. Hij trachtte de partij te moderniseren, maar verliet de conservatieven al na acht maanden vanwege genomen "halve maatregelen". Van 2007 tot 2014 werkte Cummings voor de conservatieve politicus Michael Gove, aanvankelijk vanuit de oppositie maar na de verkiezingen van 2010 als speciaal adviseur op het Britse Ministerie van Onderwijs. In die rol stond hij bekend om bot optreden en een afkeer van mensen die hij dom achtte. Ook staat hij bekend om een grote afkeer van (logge) bureaucratieën, waar hij Brussel en de Europese Unie zeker onder rekent. Cummings wordt in verscheidene bronnen omschreven als een meester in het machiavellisme, de politiek van "het doel heiligt de middelen".

### Brexit
In oktober 2015 werd Cummings campagnedirecteur van de net opgerichte organisatie Vote Leave. Hij zou de slogan Take Back Control bedacht hebben en hij was verantwoordelijk voor de algemene campagnestrategie. Begin 2016 verlieten Cummings en CEO Matthew Elliott de organisatie vanwege onderlinge twisten. In juni van dat jaar stemde 51,9% voor een Brits vertrek uit de EU. Cummings en Elliot werden beiden omschreven als het brein achter het brexitkamp.
Op 24 juli 2019 werd Cummings aangesteld als speciaal adviseur van Boris Johnson, die op die dag premier van het Verenigd Koninkrijk werd. Men gaat ervan uit dat Cummings maar één doel voor ogen heeft, de brexit voltooien, en dat Johnson hem daarover de leiding heeft gegeven. Volgens politieke beoordelaars heeft nooit eerder een adviseur zoveel invloed op een premier gehad.

### Controversieel
Cummings' gedrag en methoden zijn niet onomstreden. In augustus 2019 ontsloeg hij een medewerkster van de toenmalige minister van financiën Sajid Javid zonder diens medeweten en liet haar door de politie uit 10 Downing Street verwijderen.
Tijdens de corona-lockdown in mei 2020 kwam Cummings onder zware kritiek omdat hij over grote afstand (± 400 km) van Londen naar Durham en Barnard Castle reisde, terwijl hij en zijn gezin al COVID-19-verschijnselen hadden. Dat was tegen de regels die van regeringswege aan de bevolking waren opgelegd en die mede door hem waren opgesteld. Zijn beroep op een noodsituatie riep veel onbegrip op, maar de regering bleef hem steunen.
Op 13 november 2020 werd door de BBC gemeld dat Cummings Downing Street aan het eind van 2020 zou verlaten, maar hij stapte al op dezelfde dag op. Een aanleiding was het feit dat Johnson de door Cummings naar voren geschoven kandidaat voor de functie van stafchef, Lee Cain, niet benoemde. Volgens waarnemers had de breuk diepere redenen: onenigheid over de te volgen koers bij de laatste fase van de Brexit-onderhandelingen met de EU en ergernis over tegenstand van Cummings jegens de premier. 
Tevens werd het hem zeer kwalijk genomen dat hij de verloofde van Johnson Carrie Symonds betitelde als "Princess Nut Nut".
- Bibsys: 1692594271244
- Gemeinsame Normdatei: 1191479587
- International Standard Name Identifier: 0000 0004 9686 7126
- Library of Congress Control Number: nb2018015098
- Virtual International Authority File: 1285153363080037520009
- WorldCat: E39PBJwX8vqBbwFKthqghYj6Kd